# Јужноафричка Република на Светском првенству у атлетици у дворани 2018.
Јужноафричка Република је учествовала на Светском првенству у атлетици у дворани 2018. одржаном у Сопоту од 7. до 9. марта дванаести пут. Репрезентацију Јужноафричке Републике представљало је 5 такмичара (3 мушкарца и 2 жене), који су се такмичили у 4 дисциплине (1 мушка и 3 женске).,
На овом првенству такмичари Јужноафричке Републике су освојили 1 медаљу и то сребрну. Овим успехом Јужноафричка Република је делила 18 место у укупном пласману освајача медаља. 

У табели успешности према броју и пласману такмичара који су учествовали у финалним такмичењима (првих 8 такмичара) Јужноафричка Република је са 2 учесника у финалу делила 23. место са 10 бодова.
| Плас. | Земља                  | 1. место | 2. место | 3. место | 4. место | 5. место | 6. место | 7. место | 8. место | Бр. финал. | Бод. |
| ----- | ---------------------- | -------- | -------- | -------- | -------- | -------- | -------- | -------- | -------- | ---------- | ---- |
| =23.  | Јужноафричка Република | 0        | 1        | 0        | 0        | 0        | 1        | 0        | 0        | 2          | 10   |

## Учесници
| Мушкарци: - Луво Мањонга — Скок удаљ - Рушвал Самаи — Скок удаљ - Годфри Хотсо Мокоена — Скок удаљ | Жене: - Карина Хорн — 60 м - Доминике Скот — 1.500 м, 3.000 м |  |

## Освајачи медаља

### сребро(1)
- Луво Мањонга — Скок удаљ

## Резултати

### Мушкарци
| Атлетичар            | Дисциплина | Лични рекорд | Финале           | Финале  | Детаљи |
| Атлетичар            | Дисциплина | Лични рекорд | Резултат         | Место   | Детаљи |
| -------------------- | ---------- | ------------ | ---------------- | ------- | ------ |
| Луво Мањонга         | Скок удаљ  | 8,40 НР      | 8,44 АФР, НР, ЛР |         |        |
| Рушвал Самаи         | Скок удаљ  | 8,18         | 8,05 ЛРС         | 6 / 15  |        |
| Годфри Хотсо Мокоена | Скок удаљ  | 8,18         | 7,53 ЛРС         | 14 / 15 |        |

### Жене
| Атлетичарка   | Дисциплина | Лични рекорд | Квалификације  | Квалификације | Полуфинале  | Полуфинале | Финале                | Финале       | Детаљи |
| Атлетичарка   | Дисциплина | Лични рекорд | Резултат       | Место         | Резултат    | Место      | Резултат              | Место        | Детаљи |
| ------------- | ---------- | ------------ | -------------- | ------------- | ----------- | ---------- | --------------------- | ------------ | ------ |
| Карина Хорн   | 60 м       | 7,09 НР      | 7,23 (.228) КВ | 2. у гр. 3    | 7,18 (.171) | 3. у гр. 3 | Нису се квалификовале | 11 / 47      |        |
| Доминике Скот | 1.500 м    | 4:07,25      | 4:09,80        | 4. у гр. 2    |             |            | Нису се квалификовале | 11 / 25 (26) |        |
| Доминике Скот | 3.000 м    | 8:41,18 НР   |                |               |             |            | 8:59,93               | 9 / 14       |        |